# Ntuntu
Ntuntu è una circoscrizione rurale (rural ward) della Tanzania situata nel distretto di Ikungi, regione di Singida. Conta una popolazione di 11 360 abitanti (censimento 2012).